# Bilingüisme

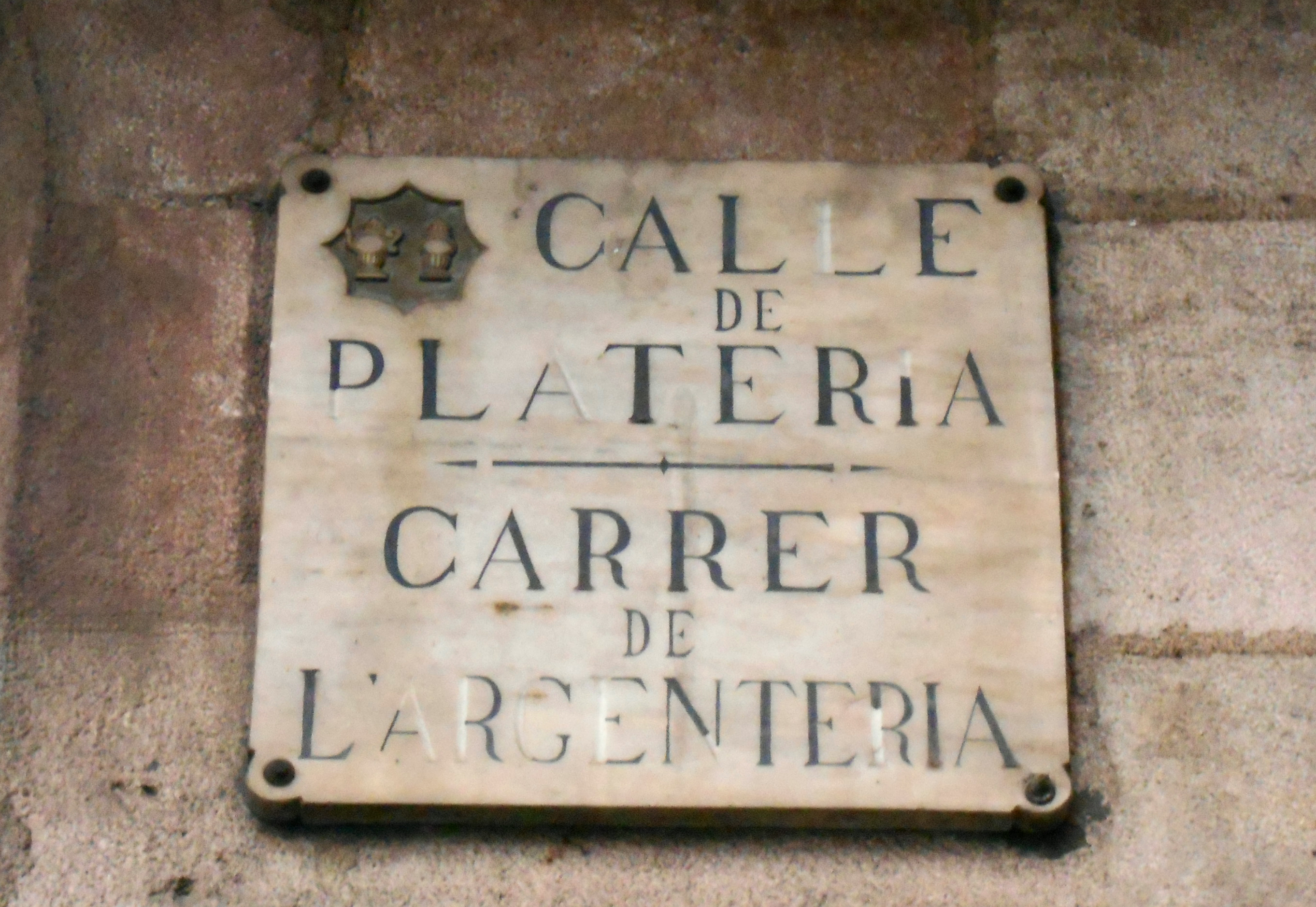
Placa bilingüe del carrer Argenteria de Barcelona utilitzada per la Mancomunitat de Catalunya.

Bilingüisme és un terme que etimològicament fa referència a l'existència de dues llengües en un individu o un grup social; és una concreció del plurilingüisme.
Des del punt de vista científic, cal distingir acuradament el bilingüisme social i l'individual, que són fenòmens diferents, encara que sovint relacionats. La psicologia i la pedagogia estudien les conseqüències del bilingüisme individual en la formació de l'individu ja sigui per viure en un territori amb llengües en contacte o pel coneixement i ús de dues llengües a través del seu estudi. El grup d'investigació de Neuropsicologia i Neuroimatge Funcional de la Universitat Jaume I ha descrit que «les persones bilingües són més ràpides i eficients en determinades tasques en què es fan servir funcions executives a causa d'una diferent forma de control cerebral. Un altre estudi de l'any 2011 apunta al fet que aprendre un idioma estranger canvia la forma de veure el món i que els parlants que són bilingües pensen de manera diferent que aquells que fan servir només un idioma, a més no cal parlar el segon idioma amb fluïdesa per tenir-ne els efectes.
En la pràctica el bilingüisme social no és un fenomen de la llengua, sinó del seu ús. La sociolingüística s'ocupa de les relacions entre dues llengües en contacte.
En matèria de política o de normalització lingüística el bilingüisme social pot tenir funcions diferents; així, en països amb dues llengües en contacte, el foment del bilingüisme pot ésser útil a una política assimilista que comportaria la pèrdua d'ús d'una de les llengües.
Al contrari és quan el que s'estableix és una situació relativament estable implantant la cooficialitat lingüística; és a dir, un bilingüisme oficial amb voluntat d'igualtat.
Hi ha teories que veuen el bilingüisme social com una situació transitòria que porta a la llarga a l'abandonament d'una de les llengües i se cita com a exemple el cas dels ibers que malgrat l'existència de monedes i altres proves de bilingüisme van acabar llatinitzant-se i actualment no es pot desxifrar la llengua ibera.
Els grups socials anomenats bilingües no ho solen ésser de manera homogènia, ja que es donen moltes diferències individuals en el grau de competència lingüística.
La diglòssia encara que etimològicament (deriva del grec) significa el mateix que bilingüisme, és un terme reservat per definir un ús d'una llengua caracteritzat per la percepció d'inferioritat d'aquesta, és a dir, que un grup social fa servir sistemàticament diferents variants lingüístiques segons la situació sigui formal o informal.

## El cas català
En el cas de la llengua catalana a l'estat espanyol, el procés d'adquisició de les dues llengües ha comportat adquirir el coneixement també de la llengua castellana per part de pràcticament la totalitat de la població catalanoparlant.

## Tipus de bilingüisme
Hi ha diversos tipus de bilingüisme 
- Bilingüisme individual: Es produeix quan un individu té la capacitat de dominar dues llengües. El psicolingüisme s'encarrega d'estudiar aquest fenomen. Hi ha diferents tipus de bilingüisme individual:
  - Bilingüisme actiu: L'individu entén i parla dues llengües.
  - Bilingüisme passiu: L'individu entén i utilitza una de les dues llengües i l'altra l'entén però no l'utilitza.
  - Bilingüisme simètric: L'individu coneix les dues llengües igual.
  - Bilingüisme asimètric: L'individu coneix millor una llengua que l'altra.
  - Bilingüisme instrumental: L'individu estudia una llengua per necessitat, per raons pràctiques.
  - Bilingüisme integrador: L'individu estudia una segona llengua amb el desig de convertir-se en membre de la comunitat que la parla.
- Bilingüisme social: Quan a un determinat grup social de qualsevol mena es fan servir dues llengües, sigui per a finalitats diferents o per a la mateixa, a causa de qualsevol factor (imposició política, immigració, necessitats de comunicació...).
- Bilingüisme territorial: Es produeix quan es divideix un territori en dues parts i a cada una s'utilitza una llengua diferent. Un exemple seria Bèlgica on es parla francès i flamenc o Canadà, que es parla anglès i francès.